# 小野寺裕介
小野寺裕介（日语：／ Onodera Yusuke，1995年7月19日—），日本男子羽毛球运动员。東京都西東京市出生，畢業於小平第二中学校及埼玉栄高校，2014年4月起加入日本Unisys株式會社羽毛球隊（後改名為BIPROGY株式會社）。2022年3月31日引退，轉任所屬球隊教練。

## 簡歷
2016年3月，小野寺裕介出戰秘魯羽毛球國際系列賽，在男單決賽以2比0（21-9、21-10）擊敗意大利選手因德拉·巴古斯·艾德·钱德拉，奪得其首個國際職業賽冠軍。

## 主要比賽成績
只列出曾進入準決賽的國際賽事成績：
| 年份   | 賽事                 | 公開賽級別 | 項目     | 成績   |
| ------ | -------------------- | ---------- | -------- | ------ |
| 2013年 | 亞洲青年羽毛球錦標賽 | 其他       | 混合團體 | 季軍   |
| 2016年 | 秘魯羽毛球國際系列賽 | 國際系列賽 | 男子單打 | 冠軍   |
| 2016年 | 巴西羽毛球國際賽     | 國際系列賽 | 男子單打 | 準決賽 |
| 2017年 | 大阪羽毛球國際挑戰賽 | 國際挑戰賽 | 男子單打 | 準決賽 |
| 2018年 | 大阪羽毛球國際挑戰賽 | 國際挑戰賽 | 男子單打 | 準決賽 |
| 2019年 | 秋田羽毛球大師賽     | 超級100賽  | 男子單打 | 準決賽 |
| 2019年 | 雪梨羽毛球國際賽     | 國際系列賽 | 男子單打 | 冠軍   |
| 2019年 | 荷兰羽毛球公开赛     | 超級100賽  | 男子單打 | 亚軍   |
| 2019年 | 杜拜羽毛球國際挑戰賽 | 國際挑戰賽 | 男子單打 | 亞軍   |
| 2021年 | 比利時羽毛球國際賽   | 國際挑戰賽 | 男子單打 | 準決賽 |

| 2007-2017年 | 首要超級賽 | 超級賽 | 黃金大獎賽 | 大獎賽 | 國際挑戰賽 | 國際系列賽 | 未來系列賽 | 其他 |

| 2018-2026年 | 總決賽 | 超級1000賽 | 超級750賽 | 超級500賽 | 超級300賽 | 超級100賽 | 國際挑戰賽 | 國際系列賽 | 未來系列賽 | 其他 |